# Mahámudra
Mahámudra (tib. Chagchen, wylie Phyag chen, také Chagya Chenpo, wylie ; phyag rgya chen po, doslova velký symbol, Velká pečeť) je buddhistická nauka většinou předávaná podle tradice Kagju. Tato nauka je podle učení mistrů vadžrajány předávána od samotného Buddhy přes Sarahu, Maitripu a další učitele až do dnešního dne. Slavným autorem písní Mahámudry, byl indický siddha Saraha. Tyto písně byly zapsány teprve díky Maitripovi. V dnešní době se za největšího učitele mahámudry podle tradice považuje karmapa.

## Nejdůležitější díla Mahámudry
- Saraha - Píseň pro krále
- Maitripa - Esence mahámudry
- Tilopa - Mahámudra Upadesa
- 3. Karmapa - Přání pro dosažení mahámudry, nejvyšší význam
- 9. Karmapa - Ukazuji Dharmakáju, Oceán posledního významu
- 1.Džamgon Kongtrul Lodro Thaje - Čisté nebe
- XVI Karmapa - Píseň mahámudry

## Mahámudra v jiných školách
- Sakjapa
Škola Sakja, která je známá z unikátních nauk - tanter Mahámudry (cesta a výsledek, tib. Lamdre), které pocházejí od indického mistra vadžrajány Virupy.
- Gelugpa
Škola Gelug drží speciální linii - Gelug-Kagju Mahámudra, kterou obdržel 1. pančhenlama.
- Ňingmapa
Škola Ňingma má ekvivalent nauk mahámudry, je jím Velká dokonalost (skt. Maha Ati, tib. Dzogčen ). Linie dzogčen pochází od mistra Garab dordžeho a do Tibetu ji přenesl sám Padmasambhava.

Mahámudra je započítávána do skupiny nauk buddhismu vadžrajány a je její esencí. Může být uskutečněna okamžitě („mahámudra jednoho skoku“) nebo díky 4. etapám :
- 1. Jednobodovost
- 2. Prostota
- 3. Jedna chuť
- 4. Nemeditování